# آفة متخطية
الآفة المتخطية هي جرح أو التهاب واضح غير مكتمل، يتخطى المناطق التي لم تتضرر. يُعد شكلًا نموذجيًا من التلف المعوي في مرض كرون، ولكن قد يكون أيضًا نوعًا من الضرر الذي يصيب الأنابيب الكلوية في النخر الأنبوبي الحاد، ونادرًا ما يكون من سمات التهاب الشرايين الصدغية.